# 2025年人民讨厌贪污集会
人民讨厌贪污集会，是马来西亚非政府组织和大专学府的学生委员会组织，在2025年1月25日联合举办的游行集会。集会提出三项诉求：总检察署与检察官权力分离、赋予反贪会自主权、制定政治献金法令。该活动是始于2024年12月由沙巴大学学生组织发起的「打击沙巴腐败和平集会」（Perhimpunan Aman Gempur Rasuah Sabah）的延伸运动，旨在抗议沙巴州议员涉及的集体贪腐案，要求政府肃清贪污和推动制度改革。

## 背景
自2022年8月23日以来，因SRC国际公司洗钱案一直在监狱中的前首相纳吉·阿都拉萨，获得16任国家元首苏丹阿都拉担任主席的联邦特赦委员会的批准，于2024年1月29日签发特赦申请，将他的12年监禁刑期和罚款减半，并在特赦附加谕令上，允许纳吉可在家中软禁，以度过剩余的6年刑期，这一消息进一步激起公众的愤怒。
2024年11月9日，一名吹哨人向网络媒体《当今大马》揭露，由沙巴首席部长哈芝芝·诺领导下的政府高层成员，以及沙巴民意党的数名议员涉及贪污，并声称自己握有数段州议员商议金钱交易的影片，这些完整录像随后于12月3日释出。12月17日，在2018年11月被卷入沙巴木材特许权相关案件，最终于2020年6月在检方撤控下获判无罪释放的慕沙阿曼，在获得沙巴首席部长哈芝芝的推荐下，受委担任沙巴州元首一职，引起其公正性的担忧。安华政府捍卫慕沙阿曼的受委和要求各方停止批评的声明，使政府再次成为舆论批击的目标。同时首相安华·依布拉欣被翻出曾在担任反对党领袖时，对沙巴的投资背景和司法系统双重标准的批评，使此次任命更显争议，甚至导致其反贪倡议的形象受到严重冲击。
随后，马来西亚沙巴大学学生组织「大学生之声」（Suara Mahasiswa UMS）发表声明，计划在元旦前夕举行反贪腐集会。他们不满贪污问题已成为沙巴重大课题，多数州政治领导人频繁卷入各种丑闻，要求马来西亚反贪污委员会在处理涉及沙巴政治人物的贪污丑闻时保持透明度和效率，并且反对慕沙阿曼的任命。尽管沙巴反贪腐集会最终如期完成，但期间受到沙巴方面的强大抵制。其中之一是反贪腐集会与沙巴狂欢节的活动时间发生冲突，被政府要求改期。沙巴大学委员会反对在集会上批评慕沙阿曼。沙巴政府还在集会参与者为数不多的情况下，动用联邦后备部队和武装人员对集会进行戒备和监视，主办方批评为有关当局意图恐吓，目的是减少集会人数。沙巴政党人士无视反对贪腐的呼唤激发更多非政府组织和活动人士的愤怒。

## 准备
2025年1月16日，大马民主联合阵线、大马人民之声以及马大新青年等非政府组织组成人民仇贪秘书处（Sekretariat Rakyat Benci Rasuah，SRBR），连同净选盟以及反贪污与朋党主义中心（C4）召开新闻发布会宣布，将于1月25日在首都吉隆坡联合举行「人民讨厌贪污集会」（Himpunan Rakyat Benci Rasuah）。
SRBR组织秘书再因祖基菲里（Zaim Zulkifli）强调，有关集会没有得到任何政党的资助，一些政党指控该运动受到某些政党的资助是不真实的。他表示，SRBR在没有政党帮助的情况下自己做了很多工作，目标是争取到人民利益，并且欢迎任何想要表现出团结的政党或参与国家政治的任何小型政治运动加入。再因祖基菲里指出，他们已获得50个非政府组织和38名个人联署支持，组织这次集会抗议的目的是表达对当前诚信问题的愤怒、悲伤和失望，也是响应最近首相安华建议年轻人不要忙于为腐败的领导人辩护而举办的。SRBR组织也批评政府和在野党对大规模腐败问题的应对方式，包括提及《当今大马》最近披露的沙巴州多名州议员涉及贪污丑闻，对此事被「掩盖」表示失望。
SRBR媒体和信息负责人亚当诺（Adam Nor）表示，该组织将在集会中提出三项诉求，要求对所有腐败指控，包括沙巴政府丑闻和可疑的政治任命，进行毫不妥协和透明的调查。亚当诺指出，有关组织此次集会的通知已于1月15日发送给金马律警区主任苏利兹米（Sulizmie Affendy Sulaiman），至今并未接到反对的回应。
博特拉大学学生代表委员会主席奥马尔·阿赫塔尔（Umar Akhtar Ab Malek）指出，SRBR组织的「人民讨厌贪污集会」希望能够提高公众意识，呼吁学生和年轻人参加这次聚会，以确保年轻一代不会陷入腐败行为。
SRBR组织发言人托比·齐肖恩 (A Tobey Qi-Sean) 表示，「人民讨厌贪污集会」不会邀请任何政党参加集会，但也不会阻止政党成员参加，参加集会的政党都必须满足设定条件，不得穿着带有政党标志的衬衫。

### 警方拒绝游行集会
2025年1月21日，马来西亚皇家警察金马律警区局长助理专员苏利兹米·阿芬迪·苏莱曼（Sulizmie Affendy Sulaiman）发表声明，警方在收到SRBR组织集会通知后，拒绝该组织要求在1月25日举办集会的申请，指出集会通知并不完整，没附上集会地点业主或居民的同意书。对此，他劝告民众，不要参加任何违反法律规定的集会，否则当局将根据目前生效的相关法律采取严厉措施。
1月24日，吉隆坡警察局局长鲁斯迪·莫哈末依沙（Rusdi Mohd Isa）在八打灵警区举行的新闻发布会上表示，在警方退回申请通知书后，原定于明天在首都吉隆坡举行的「人民讨厌贪污集会」的组织者尚未将集会的完整通知交还给警方。鲁斯迪·莫哈末依沙当被问及组织者声称集会地点不需要业主许可时指出，法律明确规定，组织任何集会都需要得到场地业主的许可。对于独立广场的业权受到质疑，鲁斯迪·莫哈末依沙表示，每个人都可以进行任何猜测，举行集会的两个地点必须得到场地业主的许可，而吉隆坡市政局已被指定为独立广场和柏威年广场的业主，以确保在发生损坏时必须由组织者承担的费用。同时，鲁斯迪·莫哈末依沙指出，虽然主办方因通知书不完整被拒绝举行集会，但根据以往经验，集会仍会举行，警总共将派出大约400名官员和人员来控制和监督明天集会的组织工作。

## 反应

### 政府对游行集会的反应
内政部长赛夫丁纳苏迪安捍卫警方拒绝集会的决定，并对有舆论称任何公共场所可以被视为无主场所的情况提出质疑。他指出，SRBR组织申请的游行集会的地点都有业主，如果是在崇光商场（Sogo）外，就要获得商场业主的许可，如果是独立广场，必须向吉隆坡市政局申请许可。赛夫丁纳苏丁也揶揄主办方不懂和平集会法，如果熟悉就不应该抱怨或质疑为什么存在某些规定。
通讯部长法米法兹表示，任何集会都必须获得场地所有者的许可，此事已由现行法律规定，包括马来西亚皇家警察颁发的集会许可证。他举例，希望联盟之前在马莫草场（Padang Merbok）举行的数场集会，也都曾向场地业主寻求许可，促请所有人必须从秩序和遵守法律的角度来看待此事。
公正党副主席兼经济部长拉菲茲南利在1月23日被媒体问及，要求就团结政府拒绝「人民讨厌贪污集会」作出评论，不过他出于纪律考虑拒绝发表评论，指应该让相关部长回答，而不是他。

### 政府的批评反应
人民公正党巴西古当国会议员哈山卡林对政府为「人民讨厌贪污集会」设置障碍提出质疑，表示这种态度会严重损害“昌明政府”的形象，并提醒希望联盟里的人民公正党是通过街头运动和和平集会建立起来的，促请不要忘记希望联盟和公正党的历史。哈山卡林敦促赛夫丁为游行集会提供便利，并根据联邦宪法第10条的规定，人民享有言论和表达意见的自由。他指出，2018年到2020年由马哈迪·莫哈末领导的第一届希望联盟政府也没有阻止人们聚集，反而为这一过程提供便利，质问现任安华政府在害怕什么。哈山卡林也解释，《2012年和平集会法令》仅禁止某些地点被用作集会场所，例如加油站，不理解年轻人和社会成员聚集在一起表达对贪污的憎恨，会对安华领导的联合政府有什么危险。
国家诚信党前副法务部长莫哈末哈尼巴对政府阻止集会的行为提出质疑，指出这类集会行为在国阵政府时期很常见，但当安华出任首相后，这个问题就非常尴尬，因为每个人都知道，安华和他许多内阁成员都是从街头集会出身的。莫哈末哈尼巴提醒，首相安华和希望联盟领导人过去曾参加过街头抗议活动，其大部分时间都担任代表末沙布的律师，敦促政府确保计划于1月25日在吉隆坡举行的反贪污集会能够顺利进行，如果政府出手阻止，则敦促诚信党主席末沙布辞去部长职务。
人民公正党副宣传主任兼万挠州议员蔡伟杰表示，当局不应将集会视为威胁，而应为正在进行的改革议程提供道义上的支持，此次集会的目的也符合昌明政府加强廉正、透明和廉洁治理的愿望，各方必须公开支持敢于表达反贪污立场的学生。蔡伟杰补充，学生敢于在国家议题上表达自己的观点，这种勇气值得鼓励，而不是打压。这是改革精神的体现。
民主行动党甲洞国会议员林立迎劝告政府，若禁止或打压此次集会，希望联盟的信誉将受到严重冲击。林立迎指出，和平集会权利是民主制度的基石，而反贪集会主办方只是在行使人民的基本权利，政府禁止集会的决定只会让支持者心寒，甚至引发不必要的政治反弹，也会让人民怀疑昌明政府是否真正坚持民主的核心价值。
民主行动党劳勿国会议员邹宇晖表示，他对警方宣称「人民讨厌贪污」集会是违法的说法感到震惊，指出在2012年废除警察法令的第27条文后，警方实质上已经无权宣布任何集会为「非法集会」，并强调此次集会地点在公众场合，不是私人财产地。邹宇晖认为，不排除在《2012年和平集会法令》下，警方已经丧失管制集会的权力，因此才不断出此下策来阻止人民集会的进行。邹宇晖指出，他曾经也是警方使用「没有获得业主批准」的理由来宣布集会违法策略下的受害者，指责警方正在利用这个看似灰色的地带来限制人民集会的权利。邹宇晖强调，每个人民在宪法下，享有结社与集会的自由，更不应该时常在集会后，传召主办者问话，制造白色恐怖，同时和平集会法令也没有赋权警方逮捕任何集会者。邹宇晖提醒，希望联盟的领袖不要忘记当初上街斗争的目，国阵执政时期都能立和平集会法令来局部保障人民集会权利，希盟当了政府后，更应该利用得来不易的权力来保障人民，而不是更加严厉地打压人民。
净选盟联同人民之声，力挺人民仇贪秘书处将举行的反贪集会，并批评当局试图打压集会。
社运艺术家法米·惹札针对通讯部长法米法兹为当局辩护的声明，在其网络平台上传一张照片拼图，以比较和讽刺后者换了位置就换了思想。法米法兹在2015年3月7日参与在吉隆坡举行的集会中，捍卫和平集会是《联邦宪法》规定的「基本权利」，在担任政府部长后，就改为捍卫和平集会需要取得业主同意的言论。

### 法律界反应
代表SRBR组织的人权律师再益玛立（Zaid Malek）抨击警方声称集会违反《和平集会法》，还要求集会组织者需要获得场地所有者的许可。他指出，这类集会指令在国阵政府时期就见过，如果希望联盟领导的团结政府继续这样做，将是希望联盟政府虚伪的证据。再益玛立也批评内政部长赛夫丁纳苏迪安发表无知且鲁莽的声明。他指出，如果按照赛夫丁的逻辑，只要周围建筑物的业主提出反对，马来西亚就不能举行公众集会。再益玛立引述《公共集会法》第3条阐明，独立广场和崇光商场（Sogo）门前的道路是属于‘公共场所’。
律师拉杰斯·纳卡拉然（Rajesh Nagarajan）认为，警方声称需要获得场地业主或占用者的许可是完全错误的，指出独立广场是公共场所，吉隆坡市政局既不拥有，也不占用该场地，呼吁警方协助和平游行，而非试图阻止。人权律师梁信友（New Sin Yew）指出，在独立广场举办集会无需征得吉隆坡市政局的同意，因为根据《1976年地方政府法令》，吉隆坡市政局并非独立广场的所有者，而是管理者。他也阐明，《1976年地方政府法令》将公共场所定义为「提供公众使用」的规定适用于独立广场，而任何拒绝集会主办方在此地举办活动，都属于法律上的错误。

### 执政党青年政治反应
公正党青年团长兼青年及体育部副部长阿当阿德里发文呼吁，政府需要尊重年轻人集会的权利，沒有必要担心大学生的声音和自由表达。阿当阿德里表示，他相信內政部长赛夫丁有义务在他的监督下不发表与法律相抵触的言论，政府和当局可以酌情处理此次问题。他也表示，公青团不阻止党员参与反贪集会，并提醒有意出席反贪集会的党员，勿骑劫这场由大学生主办的集会。
巫统青年团秘书哈菲兹阿里芬（Hafiz Arifin）表示，只要符合安全和法律准则，当局就应该允许集会。他进一步评论称，只要人们以负责任的方式进行集会，政府就没有必要限制，否则任何限制公民自由的行为都是倒退的行为，是软弱的表现。他指出，对于确保言论自由和集会自由的权利得到保障非常重要。
民主行动党社青团发文呼吁，警方应尊重《联邦宪法》第10条赋予人民和平集会的权利，勿以荒谬及不合理的理由阻碍的反贪集会。社青团表示，希盟过去在野时期所组织的集会，也从未获得当局的批准。然而，当时希盟领袖们坚持认为，集会自由是民主制度的核心价值，必须受到保障。社青团进一步指出，公民结社监督政府，是天经地义的事情。团结政府应该认真倾听民意，了解公众的真实需求和期望。
马华青年团宣传局主任梁子祥表示，马华青年团支持和平集会的愿望，指出在任何民主国家，和平集会都是常见的做法，马华公会与国阵理解并将始终尊重这些民主原则。他提醒现任政府，《2012年和平集会法令》是在组织一系列街头示威活动之后颁布的，这些示威活动.都得到当时在野党的全力支持，这些在野党现在是团结政府的一部分。梁子祥表示，他相信组织者会遵守所有既定的条件，还强调马华不仅反对贪污，该党也沒有领导人涉及犯罪。
国家诚信青年团长哈斯比穆达（Mohd Hasbie Muda）表示，他们全力支持这次集会，并且鼓励党员参与这场集会，不过由于与巴生诚信党大会相冲突，该党领导层无法参与。哈斯比穆达认为，除非集会组织者采取挑衅行动，否则政府不应该进行阻挠。他对于集会组织者面对的限制表示，政府应该修改《2012年和平集会法令》，以秉承该法令的精神就是为了让人民更容易地进行集会，而无需获得公共场所所有者的许可，并指出集会地点是公共场所。
公青团青年团队（Skuad AMK）前副队长赛义德·巴德利·沙（Syed Badli Shah）在Facebook发文表示，政府要保持开放并接受学生的批评，这种呼吁起义的声音也代表人民，政府需要倾听人民的抱怨，而不是傲慢自大。

#### 虚伪立场
人民公正党峇都支部副主席罗赞·阿赞·马特拉西普（Rozan Azam Matrasip ）反驳政治分析家兼社交媒体影响者沙菲克阿·阿都哈林（Shafiq Abdul Halim）宣称公正党青年团有参与此次集会的声明。罗赞·阿赞·马特拉西普指出，希望联盟沒有派出任何青年党成员和领袖参与此次集会，并指出参加集会的人数不多，是因为没有任何政党支持这次集会。公青团正义部队通讯主管哈齐克·阿兹法尔（Haziq Azfar）在集会结束后，向人民仇贪秘书处（SRBR）发出邀请，要求对集会上提出的主题和要求进行公开对话。

### 在野政党参与
伊斯兰青年委员会信息主管纳齐尔·赫尔米（Nadzir Helmi）表示，伊斯兰党青年团全力支持并将参加「人民讨厌贪污集会」，并指出和平集会自由是民主制度的重要基础，这项权利不仅代表人民的声音，也是对现任政府的重要制衡，也是提醒当局行政诚信和透明重要性的机制。纳齐尔·赫尔米也指出，这次集会获得在野党的支持，呼吁全体马来西亚人民参加，以团结一致拒绝贪污。
土著团结党青年团兼鹅唛斯迪亚区州议员希尔曼·伊达姆（Hilman Idham）向《当今大马》确认，它们将参加此次集会。

## 声明

### 批准集会
2025年1月24日，首相安华·依布拉欣在玛拉工艺大学被问及对集会的评论时表示，内政部长赛夫丁已给予集会许可，他对隔日举行的“人民讨厌贪污”主题集会没有异议，集会上不应只顾及旧问题，也应关注他在担任首相的两年里，沒有贪污问题。安华表示，他在內阁会议上也重申了根除国内腐败的承诺，而有些人提出上届政府任期内已经解决的老问题，比如现任沙巴元首慕沙阿曼的案件，但这些问题已经结案。安华指出，在其任职期间，马来西亚反贪污委员会重新审理此案时，他们称案件无法继续，对此也无法干涉，质疑自己为何要在一件没有参与的事情上受到诽谤和批评。但他也提出保证，在他的政府任期内，不会容忍任何涉及腐败的政党。安华的声明被视为是游行参与者可以进入独立广场的批准，也是随后被批评为虚伪的表态。
内政部长赛夫丁纳苏迪安在吉兰丹日里区警察总部大楼的交接仪式上表示，内政部已与司法部长以及警察总监举行会议，讨论了《2012年和平集会法案》阐明集会参与者、组织者以及警察的角色，并提醒参与者，包括儿童，参加集会时不要携带锋利武器。赛夫丁指出，他已向内阁成员提供解释和建议，还称现任政府始终尊重联邦宪法赋予每一位马来西亚人民的集会自由。
民主行动党副主席兼房屋及地方政府部长倪可敏表示，行动党支持在吉隆坡举行的反贪污集会，并指反对贪污一直都是昌明政府的斗争理念。倪可敏指出，举行这种反贪污集会并没有问题，最重要是参与者遵守《2012年和平集会法令》，包括提前向警方及州政府发出通知，以及确保集会进行期间不会造成任何公共安全问题。

### 批评
国民醒觉运动（Aliran）表示，它们欢迎安华在最后一刻支持反贪集会，该回应也符合联邦宪法关于言论自由和集会自由的规定。不过，Aliran也提出质问，安华为什么花这么长时间才站出来发表立场，促请安华政府可以从这件事件中吸取教训，包括Aliran在内的一系列民间社会团体都公开反对当局阻挠集会的行为，普通民众也表达他们的不满。Aliran也指出，内政部长赛夫丁和通讯部长法米还欠人民一个解释，他们对集会被提出的专制条件进行辩护，与首相在最后一刻的支持形成鲜明的对比。
反贪污及朋党主义中心（C4 Center）敦促政府停止欺骗反腐败抗议者，并且谴责政府、当局和高等教育机构涉嫌试图压制学生运动，而沙巴政府的贪污丑闻尚未得到有关方面的坚决反应。C4中心的声明指出，此前发生的事件一再使人们质疑安华政府所宣称的反贪污承诺，而马来西亚反贪污委员会的调查和执法并不是解决机构系统性问题的永久解决方案，政府必须重启政治捐款的议程，在议会上提出相关法案，以确保国家行政的诚信。C4中心还要求政府能够将总检察长和检察官的职责分开，以避免政治干预备受瞩目的案件，同时要求停止对学生和反腐败活动人士的恐吓，以保障他们集会和言论的权利。

## 争议与批评

### 政党警告
SRBR发文表示，他们在欢迎各个政党支持该集会的同时，也向国盟伊斯兰党和土著团结党发出警告，指示该党在参与示威的同时，不要携带政党徽标，一经发现则立即驱逐出集会。SRBR也针对伊斯兰党曾支持和参与释放纳吉的集会，以及2019年希望联盟执政期间，伊斯兰党拒绝申报财产的举动表示批评。
伊斯兰党宣传主任阿末法德里表示，伊斯兰党青年团的参与仅是对SRBR组织表达支持，并保证在集会上不会悬挂党旗。他指出，伊斯兰党不限制党员参加这种聚会，但仅能以个人名义参加，而非以党员身份参与。法德里进一步评论，如果有人在集会上挥舞党旗，应该录制视频作为证据。伊斯兰青年委员会信息主管纳齐尔·赫尔米（Nadzir Helmi）表示，伊斯兰党并未动员全国党员参加在首都举行的人民反腐败集会，但没有阻止任何成员以个人身份参加集会。纳齐尔·赫尔米也强调，伊斯兰党一直都支持为人民利益的集会，没有打算利用此次集会来获取政治利益或优势，他对主办方指责切勿骑劫集会的警告感到失望。
SRBR也发文告批评安华身为人民公正黨主席，尚未兑现所承诺的改革，并提醒公正党勿利用这场集会来掩盖其政府的虚伪。

### 集会海报
巫统元老俱乐部秘书慕斯达法批评，集会主办方在海报或广告中，上传巫统主席阿末扎希及前任首相纳吉·阿都拉萨的照片，指出扎希和纳吉的案件已经按照法庭的判决得到解决，认为这次集会的目的是恶意抹黑巫统领导人并掩盖其他人的腐败行为。
SRBR组织秘书兼发言人再因祖基菲里被媒体问及，集会中使用的‘海报男孩’涉及马来政党的成员，但不包括民主行动党领袖的面孔。他指出，SRBR组织参考了希望联盟政府就Janawibawa和Ultra Kirana私人有限公司（UKSB）案件中张贴慕尤丁的海报。对于此次集会不把民主行动党主席林冠英的脸放上去，再因祖基菲里认为，与林冠英涉及的贪腐案相比，前首相纳吉及现任副首相阿末扎涉及的贪污案相关问题更大，也是目前人民关注的焦点，这就是他们成为集会‘海报人物’的原因。
集会示威活动中，一张被视为是针对撤销现任副首相阿末扎希的情况，显示「安华是贪污释放之父」（Bapa perasuah Anwar dibebaskan）的头像标语牌，引起社会意见的分歧。反对派的观点认为，安华政府执政时期并没释放任何贪污分子，并对集会中出现的目标人物指出，巫统主席阿末扎希涉及的87项贪污指控是由前首相马哈迪·莫哈末领导的希盟政府提控，但释放阿末扎希的人是来自第8任首相慕尤丁·雅辛任命的总检察长。
安华标语牌引起了社会活动家之间的辩论。曾经担任净选盟秘书处成员、现任经济部长拉菲兹南利的特别官员苏克里（Syukri Razab）是反对安华标语牌的前社会活动家，他驳斥标语牌上的言论，并挑战集会主办方进行辩论。相反，新社会运动曼迪里（Mandiri）的协调员哈姆丁（Hamdin）则试图证明安华并没有遵守他一直以来所提倡的打击马来西亚贪腐和贿赂行为的承诺和理想。

### 反对集会
巫统元老俱乐部秘书慕斯达法表示，SRBR组织在吉隆坡举办的「人民讨厌贪污集会」是在野党的一项行动，以利用非政府组织和学生来谋取自己的政治利益。一些希望联盟人民公正党支持者也表示，SRBR组织没有在集会中针对国民联盟执政时期被撤销的案件，反而针对现任政府，表明是亲在野党的组织。
巫统青年团执行委员阿末塔米兹·切阿格（Ahmad Tamiz Cheaag）发文表示，有关1月25日举办的「人民讨厌贪污集会」似乎是受到某一方策划的，目的是利用“憎恨贪污”的语气来灌输对领导人的仇恨，以反映社会道德和尊重文化的下滑。阿末塔米兹·切阿格指出，高等教育学生应该对校园内发生的问题更加敏感，不要像在集会上那样成为任何政党的工具，并指此次集会还引发多所高等学府的学生会在社交媒体网站的互批，导致在社交平台上的情谊破坏。阿末塔米兹·切阿格表示，学生领袖应该明智地寻找问题的解决方案，成为有愿景和使命、有明确目标和为学生权利而战的领导者，而不是通过廉价的媒介进行反抗。阿末塔米兹·切阿格还建议参加集会的学生应该到巫统开办的爱国学校接受教育，并引述《古兰经》的教义，呼吁学生应当遵照穆斯林的圣训。

## 行动

### 游行开始
集会开始前，数十名参与者聚集在崇光商场（Sogo）门前，金马警区警察总部 （IPD）和吉隆坡警察特遣队总部（IPK）在游行开始前已部署在示威路线上控制交通流量，并严切监视参与者的举动。崇光商场的正门在中午时候被路障和红胶带封锁，并放置一块写着「禁止在此区域坐下/聚集和进行任何活动」的标语牌。崇光商场发言人告知，设置路障是为了保护其顾客免受人群带来的任何不便。
从下午2:30分开始，数百名身穿黑衣的参与者从位于东姑阿都拉曼路（Jalan Tuanku Abdul Rahman，Jalan TAR）的崇光商场门前出发，途中一边打鼓一边高呼「拒绝腐败」、「铲除腐败」、「改革有什么新气象」等口号，一路往独立广场方向游行。下午3:15分左右，游行参与者闯入以围栏阻挡的拉惹路（Jalan Raja），并步行300米左右，最后游行至独立广场并聚集在苏丹阿都沙末大厦前。
在重申游行目的的三项诉求，以解决国家腐败问题的要求后，参与者在呐喊「谢谢马来西亚人民」（terima kasih rakyat Malaysia）的口号下，于下午4点标志着集会和平结束。SRBR组织在独立广场举行的新闻发布会上，要求政府执政期间落实他们提出的三项要求，确保马来西亚政治廉洁、无腐败。3项诉求为（一）总检察署与首相署必须分开，并独立运作；（二）赋予反贪汙委员会全面的独立运作，并让反贪会直接向国会负责；（三）通过政治献金法令，确保政府透明化处理政治献金，党政分开以避免滥用政治献金。SRBR组织秘书再因祖基菲里（Zaim Zulkifli）表示，现任政府并未致力于解决其在反对党时期所提出的腐败问题，反而在当了政府后，将腐败问题淡化，不排除在3项诉求不被政府执行下，继续带领更多人上街抗议的可能。他也表示，对曾经也是反对政府的集会领导者之一，现任内政部长赛夫丁意图禁止该集会的表现感到失望。
吉隆坡警察局长鲁斯迪·莫哈末依沙（Rusdi Mohd Isa）指出，游行集会在警方可控的氛围中举行，没有发生任何不愉快的事件。

## 倡议
| 改革诉求                                                                     | 改革概述 | 参见  |
| ---------------------------------------------------------------------------- | --- | ----- |
| 总检察署与检察官权力分离，并且检察官办公室不隶属首相署                       | 检察官与总检察长密不可分，会被执政的政党在“政府利益”考量下选择性执法，以谋取自身利益，包括为了政治利益而释放政客，或对在野党的政客采取法律行动进行惩罚或威胁。通过修改《联邦宪法》第145(3)条文和《刑事诉讼法》第376条文，以实现检察官与检察官之间的分离，保证检察官能够自由地为人民的利益行事，而不受行政部门的影响。 | [ 5 ] |
| 赋予反贪污委员会全面的独立运作，并让反贪会直接向国会负责                     | 赋予马来西亚反贪污委员会自主权，使反贪会有权规范腐败问题、确保反贪会不受行政权力影响，并推动首席专员任命机制透明化。 | [ 5 ] |
| 通过《政治献金法案》，确保政府透明化处理政治献金，党政分开以避免滥用政治献金 | 通过《政治献金法案》涉及两个要素，一是监管金钱政治的地位，二是监管政党财务的作用，以防止在政治领域发生第二起一马公司丑闻和SRC国际丑闻。《政治献金法案》的缺乏将引起深层担忧，例如通过封闭式资金进行‘买票’的问题，不利于实现公平、廉洁的选举。                                                                         | [ 5 ] |

## 影响

### 纪律行动
2025年1月28日，马来西亚皇家警察向4名参与「人民讨厌贪污」集会的相关人士记录陈述。1月31日，SRBR组织表示，他们收到警方要求传召参与集会的13名大学生提供证词。2月2日，10名大学生活动人士于下午1:30分左右抵达吉隆坡金马区警察总部，他们在5名律师陪同下接受警方讯问，另有两名学生活动人士将在沙巴接受审讯。SRBR组织在结束讯问后发布声明会，指出他们是接到警方援引《2012年和平集会法令》第9（5）条文调查此案，期间被传召者共被问27道问题，不过他们除了向警方回答个人资料外，其余27道问题选择在法庭上回答，整个录供过程逾1小时半。与此同时，金马警区局长助理专员苏利兹米·阿芬迪·苏莱曼在接受采访时表示，10名嫌疑人和5名律师都在金马区警察局场完成陈述，他们于下午2:30分结束讯问。

#### 批评
民主行动党全国中委李政贤发文表示，对于警方传召13名大学生录取口供的行为表示失望，认为此举只会削弱政府的公信力，让人民对政府失去信心。他促请警方立即收回传唤反贪腐集会者的决定，并承诺不再骚扰参与集会的人民。马大新青年主席林靖杰强调，人民集会自由是联邦宪法赋予下保障，而吉隆坡总警长鲁斯迪说明集会和平结束，也没有任何违法事件，警方没有任何理由刁难参与此集会的大学生。林靖杰谴责警方传召13名参与「人民讨厌贪污集会」的大学生，企图制造白色恐怖之嫌，以便噤声人民，打压人民的集会自由。公正党青年团通讯主任哈兹克·阿兹法（Haziq Azfar）表示，尽管当局依据程序行事，但政府并未阻止此次集会，因此警方传召集会参与者的要求应重新考虑并撤回，因为这不符合政府的政策和做法。国家诚信党青年团执行委员法德里·奥马尔·阿米诺胡达（Fadhli Umar Aminolhuda）表示，诚信党青年团全力声援对被警方传召的13名大学生，尽管承认警方是根据《2012年和平集会法》采取的正常程序，但认为警方没有必要采取严厉和压制性的行动。
马来西亚民主联合阵线（MUDA）在一份声明中提出质问，几天前首相安华自信地表示，他对人民反对贪污集会‘没有任何问题’。内政部长也保证这次集会是被允许的。但13名学生仅仅因为走上街头要求真正的改革而被警方传唤。政府似乎说一套做一套，一方面公开表态支持集会，另一方面又动用警察向学生施压。MUDA在赞扬学生和人民仇贪秘书处的勇气的同时，也表示针对学生的行动表明今天的政府已经变成他们曾经反对的政府，并提醒现任的政府领导人自己也曾被警方追捕、被传唤调查、被同一项法律压迫，但如今他们却用这项法律来对付那些仅仅要求廉洁透明的学生。MUDA表示，它理解警方维护法律的职责，但政府不能利用警方作为恐吓公众的工具，敦促政府不要再重复他们自己谴责的过去错误，如果现任政府真的想证明所宣称的昌明原则，必须通过行动而不是恐吓来表明承诺。MUDA也指出，如果政府真的想证明其改革的决心，应该确保警方传唤的是腐败分子，而不是反腐败的学生。如果打击腐败是一种犯罪，就让历史记录谁是站在正义的一边。
SRBR组织发布一份声明，批评警方对参与组织1月25日集会活动的人士进行质询。SRBR组织秘书兼发言人再因祖基菲里表示，学生走上街头不是为了扰乱和平，而是为了要求建立一个没有腐败和暴政的国家，他们很惊讶为什么那些要求建立一个廉洁国家的年轻人要被传召，反而窃取国家财产的人却没有被当做腐败分子。他提醒，希望联盟政府也经历过‘同样的痛苦’，因为要求正义而被追捕、被阻挠，甚至入狱，但曾经坚持的正义原则现在似乎因为政治上的方便而被埋葬。再因祖基菲里指出，学生们不会被压力吓倒，将继续为公正、有尊严的国家发声，并指如果这是一个国家走向公正和有尊严的必须付出的代价，那么他们已经准备好战斗，永远不要认为恐吓会削弱年轻人的精神，因为承受的压力越大，人民反击和崛起的速度就越快。再因祖基菲里强调，如果政府真正坚持‘昌明’（MADANI）原则，就用行动来证明，而不是只说说而已，并敦促「停止一切形式的对人民声音的压制」。

### 法令修改
2025年1月31日，内政部长赛夫丁纳苏迪安提议对《2012年和平集会法令》进行修改，以简化举行和平集会的流程。他指出，若某个特定区域已经被指定为此类集会的场所，主办方就不需要经过「必须提前五个工作日通知警方，并获得场地所有者的同意才能举行集会」的批准程序。不过，他重申，组织者仍必须将计划中的集会通知警方，以便警方部署警力，确保集会顺利进行。
2025年2月13日马来西亚国会质询环节上，马六甲市国会议员邱培栋向首相安华·依布拉欣发出提问，就政府是否准备修改《2012年和平集会法令》，以使人们能够更轻松地进行和平集会，而无需在集会前征得相关方的许可。首相安华在回应邱培栋的提问上表示，政府同意修改《2012年和平集会法令》，其中一项内容是删除该法第11条，即举办集会需获得居民的同意。安华指出，修正案将在下一次国会会议上提呈，而修改后的法令使组织者只需在集会举行前5天通知警方，以便进行管控，主办方未来再也不必向集会地点业主取得同意。同时，安华还宣布，先前对学生进行反对腐败集会的几项调查已经停止，不会采取任何行动。

#### 反应
SRBR组织协调员托比·齐肖恩 (A Tobey Qi-Sean) 表示，经过多年的净选盟抗议和政府将抗议活动定性为非法集会之后，首相安华·依布拉欣决定修改《2012年和平集会法令》，并停止警方对其1月份举行的集会进行调查，是马来西亚人民的重大胜利，对于大学生来说亦是意义非凡，因为是他们站出来推动历史性的转变。SRBR组织秘书再因祖基菲里（Zaim Zulkifli）对政府修改《2012年和平集会法令》的举措表示欢迎，但也提醒其倡议的三项改革要求仍然没有得到首相或政府的答复，对此不排除在此之后继续举行另一场集会。
雪兰莪公青团青年队（AMK Selangor）队长凯鲁奈姆拉菲迪（Khairul Naim Rafidi）表示，团结政府决定取消《2012年和平集会法令》第11条规定，反映政府在安华·依布拉欣领导下的承诺，以确保言论自由和集会自由的权利。除此之外，他表示，公青团联盟赞扬政府决定不对参与反腐败集会的学生以及最近参与聚集的监狱拘留者的家人采取任何行动。

## 后续

### 评价
《阳光日报》调查发现，相比于人民仇贪秘书处（SRBR）的集会吸引数十名非政府组织和学生团体的参与者，但这次集会并未得到民众的积极反响。
行动党万宜国会议员谢瑞詹认为，当局一开始强硬阻挠这场反贪集会，已损害政府形象。

### 未来计划
2025年1月25日，SRBR组织在独立广场上发表宣言时指出，他们计划在不久的将来向布城首相署提交一份载有其3项诉求的备忘录给首相，并扬言如果政府不落实这3项诉求，他们将会带领更多人继续上街抗议。净选盟主席莫哈末法依沙（Muhammad Faisal Abdul Aziz）表示，如果政府不采取行动兑现改革承诺，特别是集会上提出的三项要求，不排除将发起更大规模的集会。
伊斯兰党宣传主任阿末法德里表示，伊斯兰党在举行集会之前，早已同意SRBR组织提出的三项要求，并表明自三年前担任马来西亚国会跨党派小组（KRPPM）主席以来，就一直呼吁提倡包括政治资助法在内的三项诉求。

### 提交备忘录
2025年2月18日，SRBR组织在马来西亚国会大路旁聚集，以向政府呈交备忘录。备忘录首先由人民公正党吉打州双溪大年国会议员莫哈末道菲·佐哈里代为接领，随后由国会廉正、治理与反贪跨党派主席，兼人民公正党礼让区国会议员赛依布拉欣在內的16名代表政府的国会议员正式接收备忘录。
SRBR组织秘书再因祖基菲里（Zaim Zulkifli）在国会大厦外的新闻发布会上表示，这份备忘录是自1月25日「人民讨厌贪污集会」的延续，敦促由首相安华领导的团结政府落实提出的3项改革诉求，防止腐败继续侵蚀国家治理体系。再因祖基菲里指出，提交备忘录并不是指责现任政府腐败，而是政府拒绝严肃打击贪污的根本问题，表明了希望联盟与腐败分子合作，而拒绝打击贪污已经成为马来西亚腐败现象滋生的象征。再因祖基菲里也提出警告，如果政府继续对提出的3项改革诉求充耳不闻，将再次发起街头集会。
公正党礼让区国会议员赛依布拉欣在新闻发布会上声称，其所属的人民公正党始终倾听和关心学生的要求，并赞扬宪法保障的言论自由，他指出所有学生的要求都符合现任政府推行体制改革的努力，并表示首相安华在国会内外都曾多次强调，他愿意聆听并就总检察长和检察官之间的权力分立提供意见。

## 备注
1. ↑  警方和主办方从未宣布集会参与者的人数。根据媒体报道的不同，参与者有100~300的人数[1]
2. ↑  指2025年2月8月在双溪毛糯监狱前发起的一场集体绝食抗议，32名犯人在《2012年國家安全罪行（特別措施）法令》（SOSMA）下被长期扣留，其家属在参与要求政府废除该法案的抗议中也受到相同法令的调查。